# David Londero
David Londero (Bülach, 14 aprile 1971) è un ex cestista italiano.

## Carriera
Play-guardia di 187 centimetri. Giocatore di pallacanestro con lunghi trascorsi in Serie A. Cresciuto nelle giovanili della Pallacanestro Reggiana, con la quale ha giocato fino al 1994, nelle stagioni successive passa alla Scaligera Verona, alla Mens Sana Siena e a Fabriano.
Dal 2001 gioca perlopiù nelle serie dilettantistiche, eccezion fatta per la parentesi del 2005-06 in cui fu chiamato da Montecatini in Legadue.